# 大西有二
大西 有二（おおにし ゆうじ、1954年 -　）は、日本の法学者。行政法学者。法学博士（北海道大学）。

## 略歴
北海道上川郡美瑛町出身。1980年北海道大学法学部卒業。1985年同大学大学院法学研究科博士課程単位取得満期退学。1987年北海道大学法学部助手。1989年北海道大学にて論題「公法上の建築隣人訴訟 : 第三者の位置づけのための一考察」で法学博士号を取得。1990年北海道情報大学経営情報学部専任講師。1993年北海学園大学法学部助教授。1994年北海学園大学法学部教授。1996年ドイツ連邦シュパイヤー行政科学大学院に留学（~1997年）。2014年北海学園大学法科大学院教授。2021年同法科大学院長（‐2023年）。2024年同法務研究科（法科大学院）廃止により北海学園大学退任、北海学園大学法学部名誉教授、北海学園大学大学院法学研究科法務特任教授。

## 研究領域
ドイツ行政法が専門。日独比較公務員法制や、ドイツにおける公法上の隣人訴訟も研究。

## 主な業績
- 畠山武道、木佐茂男と共著『環境行政判例の総合的研究』（分担執筆, 北海道大学図書刊行会, 1995年）
- 『設例で学ぶ行政法の基礎』（編著, 八千代出版, 2016年）